# Mary Elizabeth Mohl

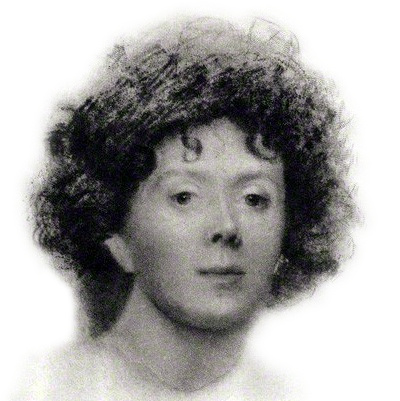
Mary Elizabeth Mohl, Selbstporträt

Mary Elizabeth Mohl oder Mary Elizabeth Clarke (* 22. Februar 1793 in Westminster, London; † 15. Mai 1883 in Paris) war eine britische Schriftstellerin. Sie war unter ihrem Spitznamen „Clarkey“ und als Salonnière in Paris bekannt und wurde für ihre Unabhängigkeit und ihre Konversation bewundert. Sie heiratete den Orientalisten Julius von Mohl. Sie war eine begeisterte Frankophile, Feministin und eine enge Freundin von Florence Nightingale.

## Leben

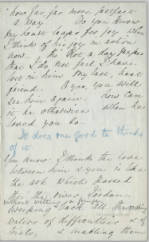
Brief von Florence Nightingale an Mary Mohl, 1881

Mary Elizabeth Clarke wurde 1793 geboren. Nach dem Tod des Vaters, Charles Clarke, zog ihre Mutter Elizabeth 1801 mit der achtjährigen Mary und deren Großmutter nach Frankreich.

„Both her guardians were strong and independent-minded women. Her Scottish grandmother had hobnobbed with thinkers like David Hume and Adam Smith in Edinburgh and before the French Revolution lived in Dunkirk. Mary's mother Elizabeth was a progressive free thinker.“

Die Verbindung zu England ging nicht verloren; 1808 heiratete Marys Schwester Eleanor den Parlamentsabgeordneten John Frewen-Turner. Mary besuchte häufig ihr Haus in Cold Overton in Leicestershire. Marys Charme wurde bewundert, und sie hatte eine Reihe namhafter Verehrer und wichtiger Kontakte sowohl in Frankreich als auch in England.
Nach der Wiederherstellung der bourbonischen Monarchie 1815 lernte sie Madame Récamier kennen, der Vermieterin ihrer untervermieteten Unterkunft in der Abbaye-aux-Bois und einer führenden Persönlichkeit der französischen intellektuellen Salongesellschaft.

„Mary Clarke came to know Juliette Recamier... Through her, she met literary greats such as Stendhal, Hugo, Prosper Merimee and Chateaubriand. Chateaubriand – author of Mémoires d’outre-tombe – was by now a grumpy old man, but he cheered up when entertained by „la jeune anglaise“.“

Einer ihrer Verehrer und Freund war Claude Charles Fauriel Durch ihn lernte sie die Familie des italienischen Schriftstellers und Dichters Alessandro Manzoni kennen.
Im Jahr 1838 mietete sie endgültig Räume über dem Schriftsteller und Historiker François-René de Chateaubriand. Es handelt sich um eine Wohnung im dritten Stock in der Rue du Bac 120 im Faubourg Saint-Germain. Dort bot sie William Thackeray, Elizabeth und Robert Browning sowie Anthony Trollope sowie „vielen Aristokraten, Diplomaten und Politikern ein Zuhause“. Fast vierzig Jahre lang war das Haus der Clarkes und später der Mohls ein intellektuelles Zentrum in Paris.
Etwa zu dieser Zeit lernte sie die Familie von William Nightingale kennen, darunter auch seine Tochter Florence Nightingale. Florence Nightingale berichtete, dass „Clarkey“ eine anregende Gastgeberin war, die sich nicht um ihr Äußeres kümmerte und, obwohl ihre Ideen nicht immer mit denen ihrer Gäste übereinstimmten, „nicht in der Lage war, jemanden zu langweilen“.
Mary Clarke Verhalten soll anstrengend und exzentrisch gewesen sein. Vor britischen Frauen, die sie im Allgemeinen für unbedeutend hielt, soll sie keinen Respekt gehabt haben. Ihr wurde der Ausspruch nachgesagt, dass wenn sie die Wahl hätte, entweder eine Frau oder eine Galeerensklavin zu sein, würde sie sich für die Freiheit der Galeeren entscheiden. Im Allgemeinen vermied sie weibliche Gesellschaft und verbrachte ihre Zeit mit männlichen Intellektuellen wie Fauriel und Mohl. Clarke machte jedoch Ausnahmen, darunter George Eliot, Augusta Stanley, Elizabeth Gaskell und vor allem Florence Nightingale. Sie und Florence sollten trotz ihres Altersunterschieds von 27 Jahren vierzig Jahre lang eng befreundet bleiben. Clarke demonstrierte, dass Frauen gleichberechtigt mit Männern sein konnten, eine Idee, die Nightingale von ihrer Mutter nicht vermittelt bekommen hatte.
1847, im Alter von etwa 54 Jahren, heiratete sie den Orientalisten Julius von Mohl, den Sohn des Ministerpräsidenten des Königs von Württemberg. Es heißt, jemand habe gehustet, als sie ihr Alter bei der Trauung angab, und es sei mit 39 Jahren angegeben worden. Der Bräutigam war etwa 47.
Henry James beschrieb, wie „Madame Mohl used to drop out of an omnibus, often into a mud-puddle, at our door, and delight us with her originality and freshness. I can see her now, just arrived, her feet on the fender before the fire, her hair flying, and her general untidiness so marked as to be picturesque“.
1854 machte sich Florence Nightingale mit einer Gruppe von Frauen auf den Weg, um die Verwundeten des Krimkriegs in Skutari zu pflegen. Das Ehepaar Mohn hatten Nightingale bei ihren Studien unterstützt und sie halfen ihr auch, als sie auf dem Weg zur Krim durch Paris reiste.
Mohn pflegte diverse literarische Verbindungen. Ein Teil von Elizabeth Gaskells letztem und bestem Roman Wives and Daughters wurde während ihres Aufenthalts bei Mohl geschrieben. Mohl selbst schrieb Madame Récamier, with a Sketch of the History of Society in France, das 1862 in London veröffentlicht wurde. Dieses Buch stützte sich auf ihr Wissen über Récamier, verdeutlichte aber auch ihr Interesse an Frauen und an der Geschichte ihrer Rechte.  Sie war eine lebenslange Advokatin für Frauen und das Lesen.
In den Jahren 1870–71 beschloss Mohl, dem Deutsch-Französischen Krieg aus dem Weg zu gehen, und verbrachte den Winter bei Freunden in London. Nachdem sie sich von ihrer Tätigkeit als Gastgeberin zurückgezogen hatte, starb Mohl 1883 in Paris. Sie wurde zusammen mit ihrem Mann in Paris auf dem Friedhof Père-Lachaise beigesetzt.